# Аеродром Дортмунд
Аеродром Дортмунд је међународни аеродром немачког Дортмунда, смештен 10 km источно од града. Аеродром опслужује источни део Рурске области, а највећи аеродром у окружењу је Аеродром Диселдорф, 70 km југозападно од њега. 2018. године ту је превезено преко 2 милиона путника
Аеродром се ослања махом на нискотарифне, сезонске и чартер летове. Он је авио-чвориште за авио-компанију Виз ер.